# مطار بوجومبورا الدولي
مطار بوجومبورا الدولي (إياتا: BJM، إيكاو: HBBA) يقع في مدينة بوجومبورا عاصمة بوروندي.

## خطوط وشركات الطيران
فيما يلي قائمة شركات الطيران التي تقدم خدماتها بصورة منتظمة بمطار بوجومبورا الدولي اعتباراً من ديسمبر 2018:

### الركاب
| شركـات طيـران           | الوجهات                          |
| ----------------------- | -------------------------------- |
| الخطوط الجوية التنزانية | مطار جوليوس نيريري، مطار كيغوما ‏ |
| خطوط بروكسل الجوية      | مطار بروكسل الدولي               |
| الخطوط الجوية الإثيوبية | مطار أديس أبابا بولي الدولي      |
| الخطوط الجوية الكينية   | مطار جومو كينياتا الدولي         |
| الخطوط الجوية الرواندية | مطار كيغالي الدولي               |
| الخطوط الجوية الأوغندية | مطار إنتيبي الدولي               |

### الشحن
| شركـات طيـران           | الوجهات                                         |
| ----------------------- | ----------------------------------------------- |
| الخطوط الجوية الإثيوبية | مطار أديس أبابا بولي الدولي، مطار كيغالي الدولي |

## انظر ايضاً
- مجموعة شرق أفريقيا